# Проскури (родина)

Герб «Проскури»

Проскури, пізніше Проскури-Сущанські (пол. Proskura, Proskura-Suszczański) — давній український шляхетський рід гербу Проскури, який панував на землях Полісся та Київщини.
Проскури поряд з Химськими, Слуцькими, Горностаями, Кропивницькими, Шашкевичами, Єльцями, Олізарами, Немиричами, Кмітами, Лозками, Полозами представляли українську шляхту південно-західного та південно-східного литовського прикордоння протягом 200 років. Саме в цей період в основному склалась соціальна структура краю.
Рід Проскурів вийшов з Полісся. Українська родина, яка після переселення до Корнина взяла додаток до прізвища (придомок): Сущанські.

## Маєтки родини
У 1552 році в Чорнобилі був будинок пані Проскури.
Жердево (в 1552 році Дердево) належало Проскурам.
У 1581 році Проскури-Сущанські володіють 7 маєтками.
Більськ у кінці XVI століття переходить у власність Проскур-Сущанських.
У кінці XVI століття Глинськ тощо переходять у власність Проскур-Сущанських.
Мохначка у XVII ст. належала Проскурам-Сущанським
Князь Роман Ружинський разом з дружиною у 1607 році мав позов до суду від Проскурів через напад, який він з підданими здійснив у 1604 році на ґрунти мохнацького підпорядкування, і через вилучення до Паволочі коней, волів, упряжі та інших предметів.
У 1613-1624 роках слухалися позови: Федора та Юрія Проскурів-Сущанських щодо нападу на дідицтво над Ворсклою, розкопання могили (селітрової) Скоробор та забрані ґрунти до Юрія Вишневецького (12 серпня 1613 року); Проскурів-Сущанських до Олекс. Виговського щодо недопущення проведення екзекуції у села Вигів та Боровицю (19 серпня 1622 року); Федора тощо Проскурів-Сущанських щодо надсилання людей на Глинщину до Яреми Вишневецького 1624 року.
Проскура-Сущанський у 1616 році протестує проти заснування князем Янушем Острозьким під Півнями на Унаві нової слободи.
Приналежною раніш до київського замку Лутавою на Десні вище Остра володіютъ у 1628 році вже Проскури-Сущанські. Вони ж володіють ґрунтами в нижній течії Ворскли від Дніпра до санжарського перевозу на перекопському «шляху». Через старий «сівер» у середній течії Ворскли, тобто Глинщини з городищами Глинське та Більськ, ведеться у 1640 році суперечка між Проскурами-Сущанськими та князем Яремою Вишневецьким, Анною Гербуртовою Жолкевською і Станіславом Конецпольським.
Посеред інших земель у 1628 році також тримають угіддя Ворскли: незаселеної пустелі та Пашкевичі.
Проскури сперечались при поділі гнізда Глинських на Ворсклі
Через велике знищення клопотали про звільнення від податків маєтків Федора Проскури-Сущанського.
У 1625 році князі Вишневецькі отримали позов від Проскурів щодо повернення маєтків, присуджених у 1622 році від Гальшки.
В 1632-1633 роках Єронім Харленський спеціально заохочував козаків до нападів на маєтки Проскур-Сущанських, щоб змусити їх виїхати. Проскура-Сущанський, бажаючи покласти край суперечкам про межі маєтків, у 1633 році виклопотав у короля Владислава IV комісію для визначення меж маєтку, на той вже час проданого брату його дружини Миколі Лесньовському. Федір одночасно з братом у 1648 році майже з примусу продали Межиріч Харленському і виїхали вглиб Республіки.
Проскури-Сущанські повернулися до Корнина тільки у 1717 році. Після цього заснували кілька нових сіл: Білки, Раківку, Личе, Сущанку, в пам'ять про своє колишнє дідицтво. Сущанка — над Ірпінем, закладена після 1717 року Проскурою-Сущанським.
Станишівка в 1719 році у власності Проскур.
А от їхнє дідицтво на той час зазнало втрат. Скригалівку, Веприк та Білки захоплено єпископами, дідичами Фастова. Після тривалого судового розгляду Проскурам-Сущанським було повернуто тільки Мохначку. В замку Корнина тримали міліцію і давали відсіч гайдамакам. В часи Коліївщини 1768 року в довкіллі Корнина з'явилися гайдамаки під проводом Івана Бондаренка. Для розгону повстанців з Чорнобиля був посланий гусарський загін Енгіля, а з Корнина — відділок надвірного козацтва під керівництвом Данила Щербини. Щербині вдалося у Макарові впіймати самого Бондаренка, а повстанців розігнати. Дідич Корнина Проскура-Сущанський в нагороду за цю послугу добився на сеймі для нього спадкового шляхетства зі звільненням від обов'язків згідно закону 1775 року і поточного сейму, та негайного надання йому зі скарбниці 9000 злотих для невідкладного придбання земських ґрунтів, ухвала про це вписана в книгу конституцій.
Перед 1800 роком частина Кагарлицьких маєтків Тарновських була придбана Проскурами-Сущанськими.
Пилява над Росавою заснована 1765 року. Спочатку називалася Пилиня. Володів Яків Потоцький гербу Пилява. Потім належала Проскурам-Сущанським до 1837 року.
Сущани на васильківському кордоні закладені на початку XIX століття Проскурою-Сущанським.
В Києві був палац Проскур-Сущанських поруч з церквою Доброго Миколи.
Красне біля витоків річки Красної. Власність Проскур-Сущанських та Гойжевських.
Громади Романівського староства скаржилися, що Проскури-Сущанські, дідичі Корнина, від Романова забрали багато ґрунтів, косять сіно, рубають ліс.
1895 року Яцьки частково в ключі Проскур.

## Відомі представники
Вперше цей рід згадує Несецький.
- Семен Проскура гербу Проскура — після Єльців дідич Сущан над Убортю. Через це — Сущанські[12]. Одружений з Орисею Іванівною Юхнович. Через те, що сини батька Орисі, Івана Олехновича, Федір та Василь Юхновичі померли без нащадків, їхні маєтки перепали донькам: Марії у шлюбі з Федором Лозкою і Орисі. Згідно з розподілом ще до нападу Менґлі Ґерая в 1483 році Орисі дісталися вже обжиті Козин та Полствин, і нові Таганча та Межиріч[22].
  - Матвій Семенович — отримав 30 березня 1533 році чорнобильський замок на два роки[7]
  - Тимофій Семенович — отримав у 1510 році разом з дружиною Євдокією Федорівною Лозкою маєтки: Пуково[23], Батиєво[24], Рожів. 1524 року дідич Колдиревич, королівський дворянин.[25]. У 1545–1547 роках дістав чорнобильське врядування[7].
    - Іван Тимофійович — чорнобильський урядник та королівський ротмістр, відзначився у війні з Московією у 1568 році. Київський городський суддя, дружина Євдоксія Філонівна Кміта-Чорнобильська. Обуховичі 1581 року у власності Івана Проскури. У 1586 році матір відомого Філона Кміти відписала своїй доньці Євдоксії Трудинівщину, Малехівщину, Требухівщину, половину в Загальцях і Мусійках. Отож Іван взяв ці маєтки в посаг, всі їх урядував та заселив. Звідтоді ця місцевість щорічно розростається. Пасинківщину назвав на честь свого хресного імені — Іванків, звів замок який захистив мешканців від татар, які постійно тут сновиґали, з простого села поступово зробив торговим містечком. Був заможним землянином, бо одночасно з братами володів розлогою батьківщиною, як-то: Овдіївщиною, Музичами, Корнином, Веприном, Мохначкою. Замолоду був товаришем відомого Філона Кміти[26].
    - Богдан Тимофійович — перший насмілився висунутися далі в степ і став власником Корнина[14]. В 1571 році він вже володів Козином і Полствином, Таганчою і Межирічем[22].
      - Федір Богданович — дідич Корнина, київський земський писар, посол на сейми 1627 та 1632 року, депутат на Трибунали, депутат у ревізію київських актів 1631 року. В 1638 році Федір з братом Юрієм продали Товаров, Горобіївку, Межиріч, Таганчу, Полствин, Козяків (Козин), Бабичі Єроніму Харленському, а вже пізніше у 1648 році Григорівку (біля Трахтемирова) Юрію Голубу, полковнику канівських козаків[22]. Білки у 1628 році у його власності. В 1631 році Федір Проскура-Сущанський скаржився на Василя Тишу Биковського, який посланими людьми вирубав корнинський ліс біля Ірпіня, Соболівка та гнилої Поляни, а саме: кільканадцять дубів та дерев на кілька тисяч возів, чим завдав шкоду на 761 копу литовських грошей. У Корнині збудував замок, де під час козацьких воєн 1648 року ховалися люди[27].
        - Іван Федорович — дідич Грудви, капітан коронних військ 1650 року, київський підчаший, київський суддівський депутат, ротмістр коронних військ, виборчий представник від київського воєводства у 1669 та 1674 роках.
          - Степан Іванович — київський підчаший 1698 року, одружений з Катериною з Чергокова. У 1690 році власник Привороття.
            - Іван Степанович — одружений з Теофілою Стемповською.
            - Гаврило Степанович — дідич Корнина, київський підчаший 1751 року.
              - N. Гаврилівна — у шлюбі Вонсович.
              - Іван Гаврилович — овруцький підчаший у 1781 році, королівський камергер у 1788 році.
                - Станіслав Іванович — у 1830 році розпродав свої маєтки[28].
                  - Анна Станіславівна — дружина Заліського. В посаг сім'ї принесла Яцьки[29].
                  - Людвика Станіславівна — на честь неї названо Людвинівка або Станіславка, у 1826 році закладена батьком[30][31].

                - Альоіз-Антон Іванович — київський скарбник, дружина N. Трипільська
                - Йосип Іванович — одружений 1835 року з Пелагеєю, донькою богуславською маршалка, дідича Пруцина, Захара Гнатовича Головінського[32].
                  - Павлина Йосипівна — на честь неї названо та заселено макіївцями батьком в 1836 році село Павлівка[33]. Продана у 1845 році[29].
                  - Йозефа Йосипівна — на честь неї названо село Йосипівка Заснована 1827 року і названа на честь доньки батьком[34]. Продана у 1841 році[29].
                  - Стефанія Йосипівна — на честь неї закладене та назване батьком село Степанівка у 1825 році. Заселена з Макіївки[35]. Продана у 1842 році[29].

              - Федір Гаврилович
                - Іполит Федорович — київський пан 1800 року.
                  - Антон Іполитович — у 1830 році продав Красну Гойжевському[29], у 1837 році продав Пиляву[36].

                - Ничипір Федорович
                  - Франц Ничипорович
                  - Роман-Пилип Ничипорович

              - Микола Гаврилович — овруцький ловчий у 1777 році, київський чесник у 1781 році, комісар по збиранню пожертв у 1789 році, дружина N. Єрлич.
                - Іван Миколайович.
                - Каєтан Миколайович (пом.1834[37]) — був останнім дідичем Корнина з роду Проскурів-Сущанських[14]. Був київським послом на чотирирічний сейм 1788 року, на якому 1791 році подав розходження у проведенні меж брацлавського воєводства, тучапський староста, королівський ротмістр; у 1794 році засланий у вигнання. Був власником стада дуже відомих в Україні «проскурянських коней». Чесний та порядний обиватель. Востаннє був керівником головного київського суду 1800 року. У 1807 році був маршалком Сквирського повіту[38]. Перед 1812 роком російський уряд вирішив продати Германівку і її купив Іван-Каєтан Миколайович Проскура. Дружина — Тереза.
                - Гнат Миколайович.

      - Микола Богданович — був дідичем Білки (тепер Мохначка).
      - Юрій Богданович — овруцький войський у 1652 році. В 1618 році Юрій з братом Федором продали Межиріч, Таганчу, Полствин та Козяків (Козин) Єроніму Харленському, а вже пізніше у 1648 році Григорівку (біля Трахтемирова Юрію Голубу, полковнику канівських козаків[22].

Ян Маркович — 1649 рік.
Петро Маркович — 1649 рік.
Федора — дружина Григорія Дідовича-Трипільського.
Єронім — овруцький войський, одружений з Барбарою Радзевич у 1679 році.
- Іван Ілліч
  - Тихін Іванович
  - Єрофій Іванович

Ян Максиміліанович — засідатель в судах хорольського повіту полтавської губернії у 1860 року.
Гнат Романович — урядник у міністерстві російського казначейства в 1865 році.

### Герби родини

Герб Івана Тимофійовича Проскури
Герб Федора Богдановича Проскури- Сущанського
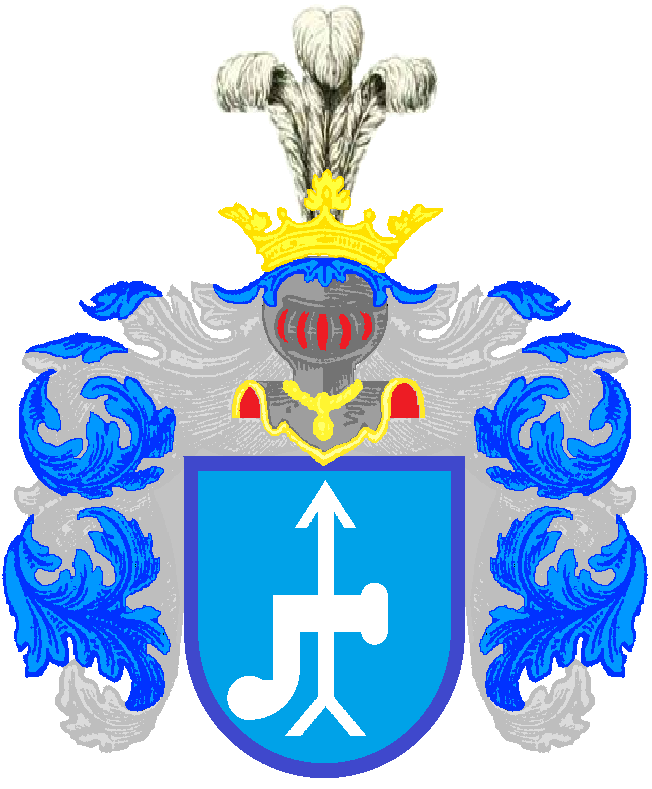
Герб Іполита Івановича Проскури- Сущанського
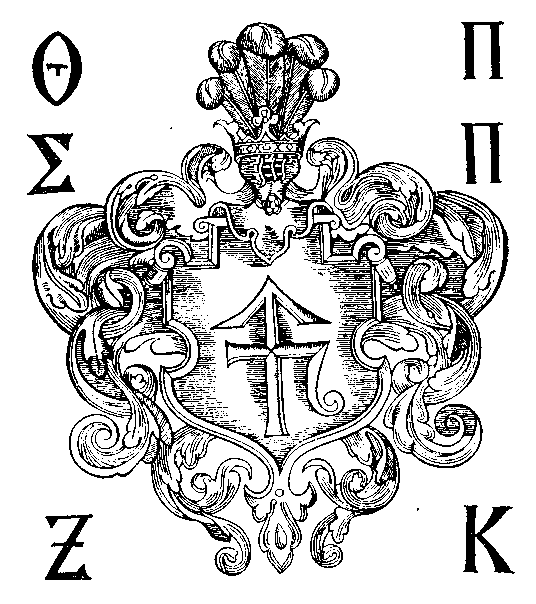
Герб Проскури- Сущанського
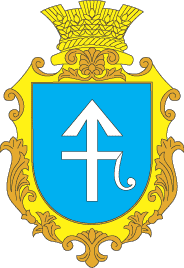
Герб села Йосипівка

- Герб
Федора
Богдановича
Проскури-
Сущанського
- Герб
Іполита
Івановича
Проскури-
Сущанського
- Герб
Проскури-
Сущанського
- Герб
села
Йосипівка

### Відбитки печаток родини

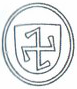
Тимофія Проскури 1509
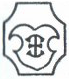
Івана Проскури 1571
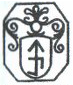
Федора Проскури 1628
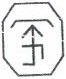
Федора Проскури 1645
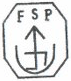
Федори Проскури 1641
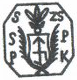
Степана Проскури 1685
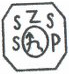
Степана Проскури 1690
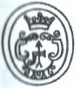
Іполита Проскури 1796
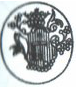
Іполита Проскури 1800